# Maria Galvany
Maria Galvany (Granada, 1878 – Madrid, 1927) è stata un soprano spagnolo.

## Biografia
Del grande soprano Galvany sono incerte le prime esperienze e anche la sua data di nascita che secondo alcune fonti pare risalire al 1875. Di sicuro si sa che ebbe modo di studiare al Conservatorio Reale di Madrid, sotto la guida Lázaro María Puig e Napoleone Verger, debuttando nel 1896 a Cartagena nella Lucia di Lammermoor di Donizetti.
In seguito ha cantato in molti teatri europei, ammirata e molto richiesta specie per le sue doti di fine virtuosista della voce, splendida interprete di Ofelia nell'Hamlèt di Thomas, Rosina ne Il barbiere di Siviglia di Rossini, Gilda nel Rigoletto di Verdi, La sonnambula di Bellini e altri ruoli tipici del repertorio di lirico leggero.
Ebbe modo di cantare in diversi teatri di Londra (insieme con Antonio Sabellico), a Parigi, in Italia (a più riprese, tra cui a Milano al Teatro dal Verme e a Parma in Sonnambula), in Belgio, Paesi Bassi, Russia e poi in Sud America. La sua data di morte, attribuita a lungo al 1949, a seguito della confusione con il soprano Fanny Maria Rollas Galvani, è stata recentemente confermata al 1927

## Repertorio
La sua voce, di un colore dolce e morbido, gode di un supporto tecnico molto importante, tanto che la posizione della voce è sempre molto alta e, quindi, il suono molto preciso e intonato, caratteristiche che di certo hanno fruttato la popolarità alla Galvany, che dal 1905 ebbe modo di incidere numerosi cilindri fonografici, a fianco di illustri colleghi, primo fra tutti il grande baritono Titta Ruffo. Infatti è famoso il suo duetto dal Rigoletto, realizzato in due cilindri, da "Tutte le feste al tempio" fino a tutta la scena de "la Vendetta".
Comunque i suoi cavalli da battaglia erano quelli dove poteva esprimere l'estro virtuosistico (Dinorah, Lucia di Lammermoor, L'incantatrice di Arditi, Linda di Chamounix, ecc). Molto curiosa è anche l'incisione della famosa aria della Regina della notte della Zauberflöte di Mozart, con note velocissime e spettacolari, non certo rispettosa della forma e dello stile del brano, ma è comunque una delle primissime registrazioni di un brano mozartiano.

## Incisioni
Ecco di seguito le incisioni su cilindri Pathè ed Edison conosciute:
- Il barbiere di Siviglia - Una voce poco fa - 1906
- La sonnambula - Son geloso del zeffiro errante - 1906 (con il tenore Aristodemo Giorgini)
- I puritani - Qui la voce sua soave - 1906
- L'elisir d'amore - Chiedi all'aurora lusinghiera - 1906 (con il tenore Aristodemo Giorgini)
- Don Pasquale - Tornami a dir che m'ami - 1906
- Mireille - Oh d'amor messaggera - 1906
- Giulietta e Romeo - Nella calma - 1907
- Hamlèt - Ed ora a voi canterò una canzon - 1907
- L'incantatrice (Luigi Arditi) - 1907
- Variazioni (Proch) - 1907
- Carceleras (Chapi – Hijas de Zebedeo) - 1907
- La sonnambula - Prendi l'anel ti dono - 1908 - (con il tenore Fernando De Lucia)
- La sonnambula - Oh ciel! Che tento? - 1907 - (duetto con il basso Andres Perello de Segurola]
- La sonnambula - Ah! Non giunge uman pensiero - 1908
- Lucia di Lammermoor - Splendon le sacre faci - 1908
- Linda di Chamounix - O luce di quest'anima - 1908
- Dinorah - Ombra leggiera - 1908
- Lakmé - Dov'e l'indiana bruna - 1908
- Augusto Neuparth - Ouvi dizar - 1908
- La traviata - Sempre libera - 1908 (con il tenore Remo Andreini)
- La traviata - Sempre libera - 1911 - (con solo orchestra)
- Rigoletto - Piangi fanciulla - 1907 - (con il baritono Titta Ruffo)
- Maggio-Valzer (Dufau) - 1908
- Il flauto magico - Gli'angui d'inferno - 1906
- Il flauto magico - Gli'angui d'inferno - 1910
- I puritani - Vieni fra queste braccia - 1907 (con il tenore Francesco Marconi)